# Rafela Puigcercós i Roma
Rafela Puigcercós i Roma (1540 - Sant Feliu Sasserra, Bages, 15 de setembre de 1620) va ser una dona acusada de bruixeria i condemnada a morir a la forca.
Va ser una de les moltes dones acusades de bruixeria entre 1618 i 1622, moment de màxima efervescència de la persecució. La delicada situació econòmica i social per la qual passava Catalunya necessitava un boc expiatori que expliqués la pertinaç sequera, els aiguats descontrolats, les destrosses de collites o les malalties encomanadisses i la mort d'infants. El col·lectiu sobre el qual va recaure la culpabilitat era el de les dones grans, generalment vídues o abandonades, amb algun defecte físic, fetilleres i de classe social baixa. Els buscadors de bruixes buscaven en el cos de les dones algun senyal que es pogués considerar una marca diabòlica. De Rafela Puigcercós van dir que «bo tenia sinó un cabell sol sota la una axella y dessota de laltra ne tenia sols dos o tres».
Rafaela Puigcercós fou una dona hàbil i capacitada per fer beuratges i guarir malalties amb remeis casolans i, com moltes altres fetilleres i remeieres, va patir l'acció del tribunals civils encarregats de portar a terme la cacera de bruixes i els judicis. Tenia uns seixanta anys quan va ser detinguda a Sant Agustí del Lluçanès i processada, sota l'acusació de bruixa, al mateix temps que Joana Pons (Joana la Negra), Àngela Vilafreser (la Vigatana) i Joana Mateus (La Matamoros). Els càrrecs que se'ls imputaven en aquests casos eren sempre els mateixos: matar infants, produir golls, fer malbé les collites, provocar pedregades, matar el bestiar, tenir relacions amb el dimoni, etc. A Puigcercós li atribuïen poders especials i la consideraven una «gran bruixa», coneguda més enllà de la seva comarca. El 15 de setembre de 1620 va ser torturada a Sant Feliu Sasserra, en una propietat del lloctinent de la vegueria del Lluçanès, Joan Mas.
Se la va acusar de participar en una de les assemblees diabòliques que es van fer a la Roca de la Pinya, on es deia que el diable es presentava «en forma d'home alsat, negrot, vestit de coloretes». Va ser condemnada a la forca i penjada al setembre de 1620 al Serrat de les Forques.